# Mary Ure
Eileen Mary Ure (født 18. februar 1933 i Glasgow, død 3. april 1975) var en skotsk skuespiller, som opnåede både at være nomineret til en Tony Award, en Golden Globe og en Oscar for bedste kvindelige birolle.

## Karriere
Født i Glasgow, hvor hun studerede på dramaskole, flyttede hun derefter til London for træne videre med hendes talent for at stå på en scene. Kendt for sit smukke ydre, begyndte hun at optræde i London og hurtigt fik hun ry for at være en dygtig skuespilerinde.
Fra 1954 og til hendes død i 1975 opnåede hun flere store roller, både på teater og i film. Bl.a. er hun kendt for at spille sammen med Richard Burton og Clint Eastwood i Ørneborgen (Engelsk: Where Eagles Dare) efter Alistair MacLeans manuskript.
I april 1975 var hun med i The Exorcism i London, men på åbningsaftenen døde hun af en overdosis af alkohol og barbiturater, som efter sigende var en ulykke, men grundet kendte personlige problemer, har der altid været spekulationer om den 42 årige skuespillerinde begik selvmord.